# Gregg Chillin
Gregg Chilingirian  (* 1988 in Cambridge, England), besser bekannt unter seinem Künstlernamen  Gregg Chillin  ist ein britischer Schauspieler, Regisseur und Drehbuchautor.

## Leben
Gregg Chillin wurde 1988 in Cambridge geboren. Seine Eltern sind armenischer und britischer Abstammung. Bereits im Alter von vier Jahren hatte Chillin seinen ersten größeren Auftritt auf einer Bühne, als er den Opernsänger Luciano Pavarotti imitierte. Im Alter von 11 Jahren bekam Chillin seinen ersten professionellen Job. Er drehte eine Werbung für ein Getränk namens Robinson's Fruit Chute, in der er einen Fußballspieler darstellte. Seine Schauspielausbildung absolvierte er auf der Sylvia Young Theatre School. Den ersten Fernsehauftritt hatte Chillin im Alter von 14 in dem Fernsehfilm Green-Eyed Monster. Der erste Kinoauftritt folgte 2006 mit Ein gutes Jahr. Zu diesem Zeitpunkt war Chillin 18 Jahre alt.
Gregg Chillin ist bekannt für seine Darstellung des Charakters Owen in Being Human, des Berufsverbrechers Riaz in Inside Men und seiner Hauptrolle Zoroaster in Da Vinci’s Demons.
Des Weiteren spielt er den Vampir Domenico Michele in A Discovery of Witches, ein Mitglied der Kongregation.
Neben den Auftritten in Film und Fernsehen ist Gregg Chillin ein Theaterschauspieler. So gab er 2008 sein Theaterdebüt. Er stellte den Hauptcharakter Mark in DNA von Dennis Kelly dar. Dieses Theaterstück wurde im Royal National Theatre aufgeführt.
2023 gab er sein Regiedebüt mit dem elfminütigen Kurzfilm George, für das er auch das Drehbuch schrieb und eine der Hauptrollen, die des titelgebenden George, spielte.

## Filmografie
- 2002: Green-Eyed Monster (Fernsehfilm)
- 2002: Die magische Münze (The Queen’s Nose, Fernsehserie, Episode 6x01-6x067)
- 2002: Epsteins Nacht
- 2003: Little Wolf’s Book of Badness (Kurzfilm)
- 2003: Star (Fernsehserie)
- 2004: The Mysti Show(Fernsehserie, Episoden 1x06&1x10)
- 2004–06: The Bill (Fernsehserie, Episode 20x24 & 22x40)
- 2005: If... (Fernsehserie, Episode 2x04)
- 2006: Ein gutes Jahr (A Good Year)
- 2006: Jackanory (Fernsehserie, Episode  1.352)
- 2007: Holby City (Fernsehserie, Episode 9x35)
- 2007: Nearly Famous (Fernsehserie, Episode 1x01-1x06)
- 2008: Waking the Dead – Im Auftrag der Toten (Fernsehserie, Episode 7x03)
- 2008: Regent Street (Kurzfilm)
- 2009: Being Human (Fernsehserie, Episoden 1x01-1x06)
- 2010: 4.3.2.1
- 2010: Pulse (Fernsehfilm)
- 2010: Huge
- 2010: Nocturn (Fernsehfilm)
- 2011: Aurelio Zen (Fernsehserie, Episode 1x01)
- 2012: Inside Men (Fernsehserie, Episode 1x01-1x04)
- 2012: Kidnap and Ransom (Fernsehserie, Episode 2x01-2x03)
- 2012: Twenty8k
- 2012: Halb so alt wie sie (Leaving, Fernsehserie, Episode 1x01-1x03)
- 2013: The Last Witch (Fernsehfilm)
- 2013–2015: Da Vinci’s Demons (Fernsehserie, Episode 1x01-3x10)
- 2016: Scott & Bailey (Fernsehserie, 5x01-5x03)
- 2017: The Art of Love (Kurzfilm)
- 2018–2022: A Discovery of Witches (Fernsehserie, Episode 1x02-3x07, 17 Episoden)
- 2019: Queens of Mystery (Fernsehserie, Episode 1x01-1x02)
- 2020: Absentia (Fernsehserie, Episode 3x05-3x06)
- 2021: The One (Fernsehserie, Episode 1x01-1x07)
- 2023: Das Rad der Zeit (Fernsehserie, Episode 2x01-2x08, 6 Episoden)
- 2022: Harmonica (Fernsehserie, Episode 1x01-1x05)
- 2023: COBRA (Fernsehserie, Episode 3x01-3x06)
- 2023: George (Kurzfilm)